# Michel Hansenne
Michel Hansenne (* 23. März 1940 in Neupré, Provinz Lüttich) ist ein ehemaliger belgischer Politiker der Parti Social Chrétien (PSC), der 15 Jahre lang Mitglied des Senats sowie zehn Jahre lang Minister in mehreren Regierungen von Premierminister Wilfried Martens und Mark Eyskens war. Nachdem er zwischen 1989 und 1999 Generaldirektor der Internationalen Arbeitsorganisation (ILO) war, wurde er 1999 Mitglied des Europäischen Parlaments und gehörte diesem bis 2004 an.

## Leben

### Abgeordneter und Minister
Hansenne absolvierte nach dem Schulbesuch ein Studium der Rechtswissenschaften an der Universität Lüttich und schloss dieses 1963 mit einem Doktor der Rechte ab. Daneben absolvierte er ein Studium in den Fächern Wirtschafts- und Finanzwissenschaften und beendete dieses mit einem Lizenziat. Nach Abschluss dieses Studiums arbeitete er zwischen 1962 und 1972 als Forschungsmitarbeiter an der Universität Lüttich sowie von 1972 bis 1974 als Berater von Wissenschaftsminister Charles Hanin.
1974 wurde Hansenne erstmals Mitglied der Abgeordnetenkammer und vertrat dort bis 1989 die Interessen der Parti Social Chrétien (PSC).
Am 3. April 1979 wurde er von Premierminister Wilfried Martens in dessen erste Regierung berufen und bekleidete in dieser sowie der darauf folgenden zweiten, dritten und vierten Regierung Martens sowie der Regierung von Premierminister Mark Eyskens bis zum 17. Dezember 1981 das Amt des Minister für die französischsprachige Gemeinschaft.
Premierminister Martens ernannte ihn am 17. Dezember 1981 zum Minister für Beschäftigung und Arbeit in dessen fünfter Regierung. In diesem Ministeramt verblieb er auch in der sechsten und siebten Regierung Martens bis zum 9. Mai 1988. Im Anschluss fungierte er in der achten Regierung Martens zwischen dem 9. Mai 1988 und dem 2. März 1989 als Minister für den öffentlichen Dienst.

### Generaldirektor der ILO
Nach seinem Ausscheiden aus föderaler Regierung und der Abgeordnetenkammer wurde Hansenne 1989 als Nachfolger von Francis Blanchard zum achten Generaldirektor der Internationalen Arbeitsorganisation ILO gewählt, einer Sonderorganisationen der Vereinten Nationen.
Er war damit der erste Generaldirektor der Zeit nach dem Kalten Krieg. Seine zehnjährige Amtszeit war von einer Reihe von Ereignissen und Entwicklungen geprägt, die die Probleme nachhaltig lösten, mit der die ILO sich bis dahin befassen musste. Der Fall der Berliner Mauer und der Zusammenbruch des Kommunismus, die Frage von Entwicklungsmodellen und die Hilfe für die Dritte Welt, die Zweifel bezüglich der Vollbeschäftigung in den Industriestaaten sowie die Entstehung der Globalisierung zwangen die Organisation und ihr Sekretariat zur Überarbeitung ihrer Arbeitsmethoden und Arbeitsinstrumente.
Seine Wiederwahl für eine zweite Amtszeit 1993 wies darauf hin, dass Hansennes Hauptverantwortung darin lag, die ILO ins 21. Jahrhundert mit all seiner moralischen Autorität, professionellen Kompetenz und administrativen Leistungsfähigkeit zu führen, über die die Organisation seit 75 Jahren verfügte.
Die wichtigste Auseinandersetzung der ILO in dieser Zeit betrafen die Globalisierung, die Liberalisierung des Handels und die soziale Gerechtigkeit. Am 18. Juni 1998 nahm die Internationale Arbeitskonferenz die Erklärung der Grundprinzipien und Grundrecht zur Arbeit an, die herausstellte, dass alle ILO-Mitgliedsstaaten aufgrund ihrer Mitgliedschaft eine Verpflichtung zur Anerkennung, Förderung und Realisierung der Grundsätze der fundamentalen Arbeiterrechte hatte, unabhängig davon, ob diese die ILO-Konventionen ratifiziert hatte.
Des Weiteren trug Hansenne maßgeblich dazu bei, die Organisation bei den Schwierigkeiten der Durchführung der institutionellen Reform der ILO und der Erreichung der internationalen Akzeptanz der Grundsätze in der Frage der sozialen Gerechtigkeit zu führen. Daneben versuchte er der ILO eine Hauptrolle bei den wichtigen internationalen Foren zur wirtschaftlichen und sozialen Entwicklung zukommen zu lassen. Darüber hinaus leitete er innerhalb der ILO einen Kurs von größerer Dezentralisierung der Aktivitäten und Ressourcen bei der aktiven Partnerschaftspolitik der Organisation ein.
Nach zehnjähriger Tätigkeit als Generaldirektor der ILO wurde Hansenne am 4. März 1999 von Juan Somavía abgelöst.

### Mitglied des Europäischen Parlaments
Bei der Europawahl 1999 wurde Hansenne zum Mitglied des Europäischen Parlaments gewählt und gehörte diesem während der fünften Wahlperiode bis zum 19. Juli 2004 an.
Als Mitglied der Parti Social Chrétien (PSC) beziehungsweise seit dem 17. November 2003 des Centre Démocrate Humaniste (CDH) gehörte er zur Fraktion der Europäischen Volkspartei (Christdemokraten). Während seiner Parlamentszugehörigkeit war er Mitglied des Ausschusses für Industrie, Außenhandel, Forschung und Energie sowie Mitglied der Delegation für die Beziehungen mit Japan. Daneben war er stellvertretendes Mitglied des Ausschusses für Verfassungsangelegenheiten sowie zwischenzeitlich kurzzeitig vom 17. Januar bis zum 29. Januar 2002 auch des Ausschusses für Regionalpolitik, Transport und Tourismus.

## Veröffentlichungen
- Un garde-fou pour la mondialisation. Le BIT dans l’après-guerre froide, 1999